# Apache Woman (1976)
Apache Woman (Originaltitel: Una donna chiamata Apache) ist ein Italowestern aus der Spätphase des Genres. Er wurde am 24. November 1978 in Deutschland erstaufgeführt.

## Handlung
Ein junger Kavallerieoffizier namens Tommy nimmt sich (zunächst unfreiwillig) eines ein Massaker überlebendes Apachenmädchens an. Auf dem Weg zum Fort Cobb entwickelt sich zunächst Respekt, dann ein inniges Liebesverhältnis zwischen den beiden. Dabei müssen sie sich gegen manches Gelichter erwehren – einen bibeltreuen, aber inzestuösen Farmer, einen Geschäftemacher und diverse Strauchdiebe. Letztere fangen Sunsirahè, die Apachenfrau, vergewaltigen und töten sie. Tommy entkommt, lebt aber nicht mehr lange.

## Kritik
„Mit leichten Nuditäten versetzte Exploitation-Ware, der immerhin das ernsthafte Bemühen um einen ‚Kloß-im-Hals-Effekt‘ anzumerken ist.“

„Dilettantischer Italo-Western in unecht wirkender Landschaft, mit argen dramaturgischen Schwächen und hölzernen Dialogen.“

## Sonstiges
- Der Film ist ein später Aufguss des Filmes Das Wiegenlied vom Totschlag; manche Szenenfolgen wurden nahezu kopiert. Er „erreicht natürlich nicht dessen markerschütternde Qualität“ (Keßler, s. o.)
- Eine ungeschnittene DVD-Fassung in Deutsch liegt vor, ist jedoch in Deutschland indiziert.[3]
- Das Titellied wird von Judy Hill interpretiert.